# 3333 Schaber
3333 Schaber è un asteroide della fascia principale. Scoperto nel 1980, presenta un'orbita caratterizzata da un semiasse maggiore pari a 3,1276817 UA e da un'eccentricità di 0,2276527, inclinata di 11,95891° rispetto all'eclittica.
L'asteroide è dedicato al geologo statunitense Gerald G. Schaber.